# Kim Tae-ho
Kim Tae-ho (* 21. August 1962 in der Geochang-gun, Südkorea) ist ein südkoreanischer Politiker der Partei Hannara-dang.
Am 8. August 2010 wurde er als Premierminister seines Landes nominiert, zog aber noch vor der Wahl in der Nationalversammlung seine Kandidatur zurück.
Seit 2011 gehört er als Abgeordneter der Nationalversammlung (Gukhoe) an.